# Казахстансько-хорватські відносини
Казахстансько-хорватські відносини (каз. Қазақстан-Хорватия қатынастары, хорв. odnosi Kazahstana i Hrvatske) — історичні та поточні двосторонні відносини між Казахстаном і Хорватією.
Обидві держави розвивають і поглиблюють двосторонні відносини, засновані на дружбі, взаємній повазі і довірі, проводять конструктивну взаємодію в рамках ООН, ОБСЄ та інших міжнародних організацій із питань міжнародної безпеки, боротьби з міжнародним тероризмом, організованої злочинності, незаконного обігу наркотиків, нелегальної міграції та іншими транснаціональними викликами і загрозами.

## Історія
Історія взаємин між народами Казахстану та Хорватії сягає часів Шовкового шляху, по якому торгові каравани з Китаю та Середньої Азії везли до Європи шовк, вовну, тканини, коштовності та інші товари.
У XIII столітті брати Нікколо і Маффео Поло, бувши купцями, мандрували землями південно-західного Казахстану та відвідали плато Устюрт, долини річок Сирдар'я і Амудар'я, стародавні казахські міста Отрар і Алмалик. Син Нікколо і племінник Маффео, великий дослідник Марко Поло, уродженець хорватського острова Корчула, вивчав звичаї Великого степу, а також мову і традиції кочових племен, описавши їх у своїй знаменитій книжці Livres des Merveilles du Monde («Книга чудес світу»).
Під час Першої світової війни майбутній керівник комуністичної Югославії, молодий хорват Йосип Броз Тіто був військовополоненим у південносибірському місті Омськ, що неподалік від кордону з Казахстаном. У важких умовах полону Тіто дала притулок і роботу та допомогла вижити сім'я казахського селянина Ісси Жаксенбаєва.
В часи Другої світової війни народи обох країн спільно боролися проти нацизму і фашизму. У боях за визволення Югославії особливою відвагою відзначилася 73-тя гвардійська дивізія, сформована в Казахстані. У складі 18-ї партизанської бригади 30-ї югославської дивізії мужньо билися воїни-казахи спільно з росіянами, українцями, сербами та хорватами. Бійця-казаха Халіла Салімжанова за заслуги в боях за визволення народів Югославії Президія Соціалістичної Федеративної Республіки Югославії нагородила Срібною зіркою та Орденом «За хоробрість», а також Почесним знаком «Партизан Югославії».
У післявоєнні роки Хорватія у складі колишньої Югославії брала активну участь у розвитку економічних зв'язків із Казахською РСР. У період промислового будівництва та освоєння цілини югославські фахівці залучалися до спорудження промислових потужностей, шкіл, лікарень і торговельних центрів. Вироблені в Югославії товари народного споживання, взуття та одяг були популярні в Казахстані. В імпорті з Югославії переважали сировина, машини та обладнання.
Дипломатичні відносини між Республікою Казахстан і Республікою Хорватія було встановлено 20 жовтня 1992 року.
У 2001 та 2006 роках у Загребі з офіційним візитом перебував Президент Казахстану Нурсултан Назарбаєв, а Астану кілька разів відвідували Президенти Хорватії Степан Месич та Іво Йосипович. 2015 року Казахстан з офіційним візитом відвідав прем'єр-міністр Зоран Міланович.
Під час цих візитів було підписано низку основоположних документів, у тому числі Декларацію про основи взаємовідносин між Республікою Казахстан та Республікою Хорватія, Угоду про співробітництво між Торгово-промисловими палатами тощо.
В ті роки Хорватію представляло в Казахстані її посольство в Росії (у Москві) і консульство в Алмати, а Казахстан представляло в Хорватії його посольство в Австрії (у Відні) та 3 консульства в Загребі, Дубровнику і Умазі.
Посольство Казахстану в Хорватії було відкрито 3 вересня 2009 року і до 2014 року його очолював повірений у справах, після чого Казахстан підвищив рівень дипломатичного представництва шляхом призначення посла. Перший посол Аслан Мусін вручив вірчі грамоти 4 квітня 2014 року. 
Рішення про відкриття посольства Хорватії в Казахстані було офіційно ухвалено 12 червня 2015 року. Це посольство відкрилося в Астані 11 вересня 2018 року, його очолював тимчасово повірений у справах до 6 лютого 2019 р., коли перший посол Рефік Шабанович вручив вірчі грамоти. Урочисте відкриття цього посольства в тодішній столиці Нур-Султані відбулося 30 квітня 2019 р. під час візиту Першого віцепрем'єр-міністра і міністра закордонних та європейських справ Хорватії Марії Пейчинович-Бурич.
11—12 жовтня 2017 року, напередодні 25-річчя дипломатичних відносин між Казахстаном і Хорватією, у Загребі відбулися політичні консультації на рівні заступників міністрів закордонних справ.
20 жовтня 2022 року з нагоди 30-ї річниці встановлення дипломатичних відносин між Казахстаном і Хорватією глави двох держав Касим-Жомарт Токаєв і Зоран Міланович, а також віцепрем'єр-міністр і міністр закордонних справ Казахстану Мухтар Тлеуберді та міністр закордонних справ Хорватії Гордан Грлич Радман обмінялися взаємними вітальними посланнями, а заступник міністра закордонних справ Казахстану Роман Василенко прийняв посла Хорватії Рефіка Шабановича.

## Економічний характер відносин
Відносини між Хорватією та Казахстаном відзначаються регулярними зустрічами на високому рівні та взаємною підтримкою в міжнародних організаціях. Оскільки в політичному полі немає відкритих питань, обидві сторони зацікавлені насамперед в економічній співпраці. У цій сфері підготовлено багато ключових двосторонніх угод і законодавчих актів. Із відкриттям Посольства Республіки Хорватія в Казахстані та створенням Міжурядових комісій з економічного співробітництва створено нові можливості для підняття економічної співпраці на вищий рівень. Двосторонній товарообіг між Казахстаном і Хорватією має стійку тенденцію до зростання. Упродовж 25 років експорт Хорватії до Казахстану зріс у річному обчисленні на 12,5%, з 1,14 млн доларів США у 1995 році до 21,8 млн доларів США у 2020 році, а експорт Казахстану в Хорватію зріс у річному обчисленні на 31,3%, з 346 тисяч доларів у 1995 році до 312 мільйонів доларів у 2020 році. Основними виробами, які експортувалися з Хорватії в Казахстан 2020 року, були паковані ліки ($6,04 млн), засоби для гоління ($5,32 млн) і кондиціонери ($2,23 млн). Основною продукцією, що експортувалася з Казахстану в Хорватію 2020 року, були сира нафта ($310 млн), необроблений алюміній ($1,67 млн) і нафтовий газ ($554 тис.). За підсумками 2021 року взаємний товарообіг, за даними казахстанської статистики,  становив 680,96 млн доларів США. Взаємні інтереси існують у багатьох галузях: енергетика, туризм, будівництво та виробництво (наприклад, деревина та продукти харчування), інформаційні технології, фармацевтика та військова промисловість, а також у царині освіти й культури. Однією з найважливіших цілей на майбутнє обидві країни визначили налагодження кращого транспортного сполучення, особливо прямих чартерних рейсів. Це забезпечило б громадянам обох держав легший спосіб подорожувати та знайомитися з природною красою та багатою культурною спадщиною як Казахстану, так і Хорватії.